# Calytrix erosipetala
Calytrix erosipetala är en myrtenväxtart som beskrevs av Lyndley Alan Craven. Calytrix erosipetala ingår i släktet Calytrix och familjen myrtenväxter. Inga underarter finns listade i Catalogue of Life.